# Tau (rapper)
Tau (in precedenza Medium), pseudonimo di Piotr Kowalczyk (Kielce, 25 giugno 1986), è un rapper polacco.
Figura di spicco nella scena Christian hip hop polacca.

## Discografia
- Teoria równoległych wszechświatów (come Medium) (2011)
- Graal (come Medium) (2012)
- Remedium (2014)
- Restaurator (2015)
- On (2017)
- Egzegeza: Księga Pszczół (2019)
- Ikona (2020)
- Remedium 2 (2024)